# Лихиды
Лихиды (лат. Lichida) — отряд трилобитов. Палеозойская группа: найдены в кембрийском, ордовикском, силурийском и девонском периодах. Название отряда происходит от имени слуги Геракла Лихаса (Lichas, др.-греч. Λίχας), который доставил ему отравленный плащ.

## Описание
Среднего и крупного размера трилобиты (кроме мелких одонтоплеврид). Торакс (туловищный отдел) типично состоит из 8—13 сегментов. Экзоскелет обычно плотно гранулированный и колючий (особенно большое число шипов у одонтоплеврид). Выпуклая часть головного щита, или глабелла крупная и широкая. Хвостовой щит обычно большой с шиповидными или листовидными плевральными частями (у одонтоплеврид хвостовой щит мелкий). Один из самых крупных трилобитов относится к этой группе: Uralichas имел длину до 70 см.

## Систематика
3 надсемейства, два из которых (Dameselloidea и Odontopleuroidea) некоторые авторы выделяют в отдельный отряд Odontopleurida Whittington, 1959.
- Dameselloidea — около 30 родов
  - Damesellidae
- Lichoidea — около 50 родов
  - Lichakephalidae
  - Lichidae
- Odontopleuroidea — около 40 родов
  - Odontopleuridae

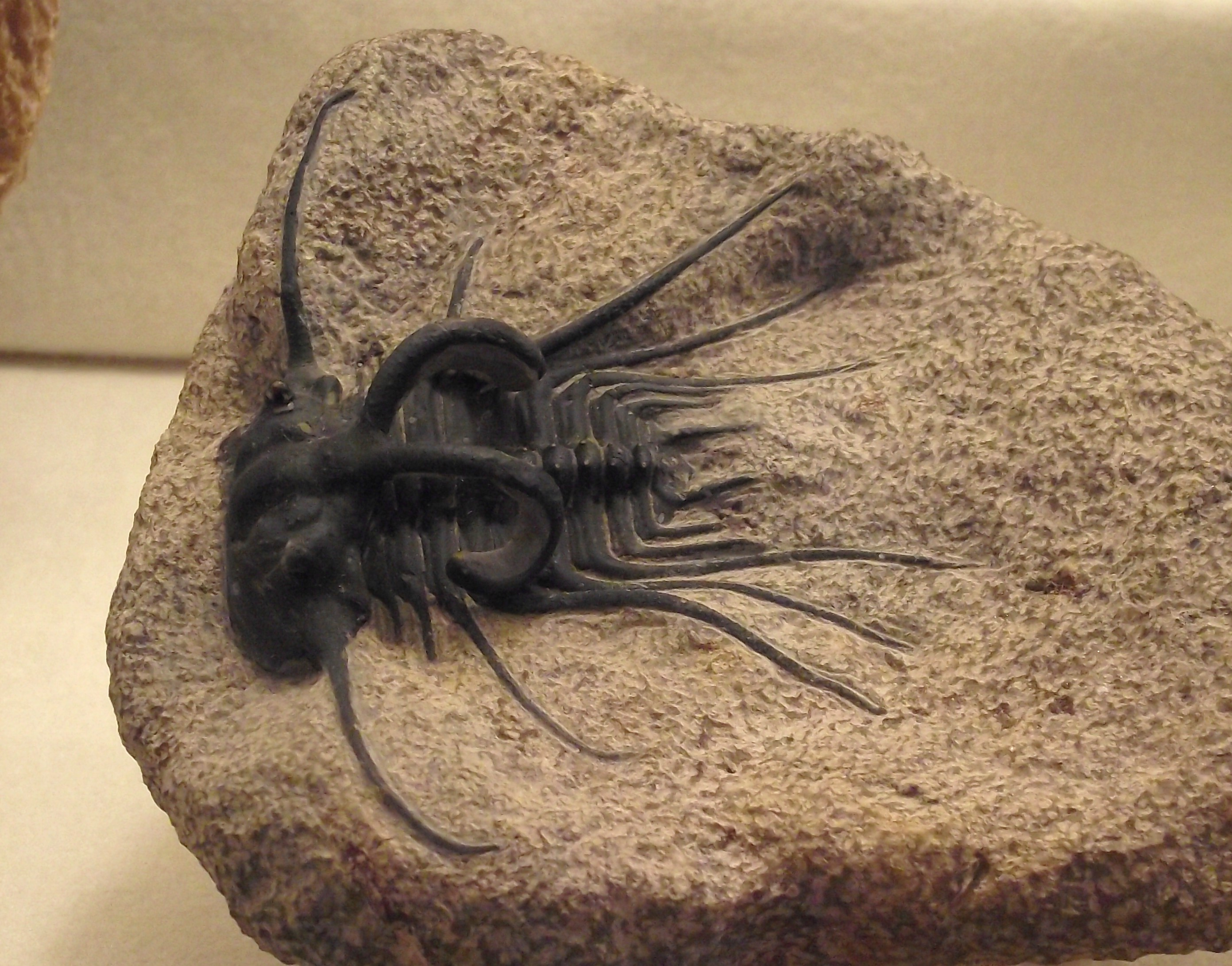
Dicranurus
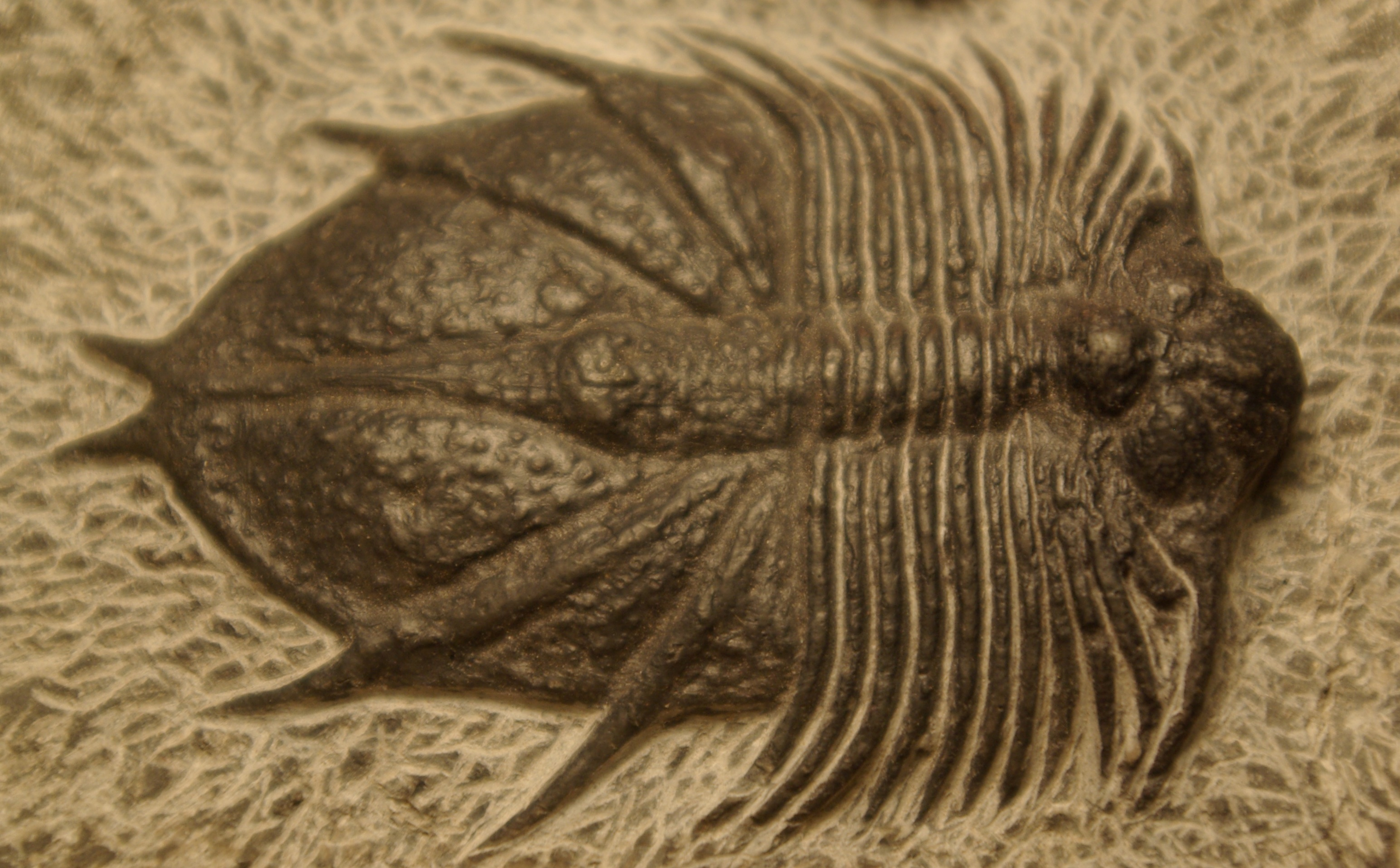
Acanthopyge
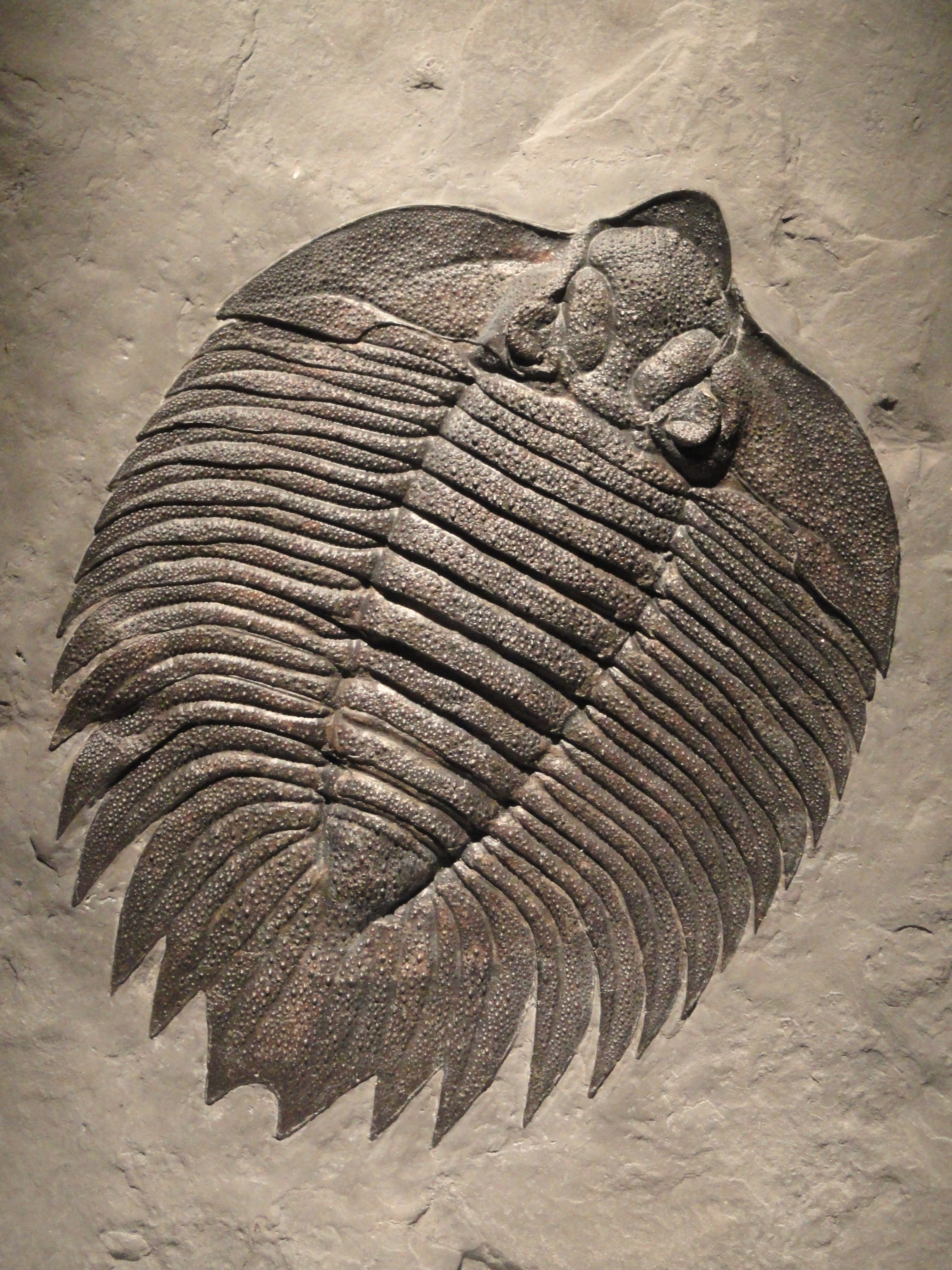
Arctinurus boltoni
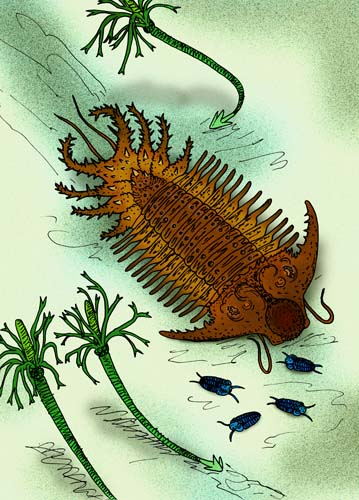
Terataspis grandis
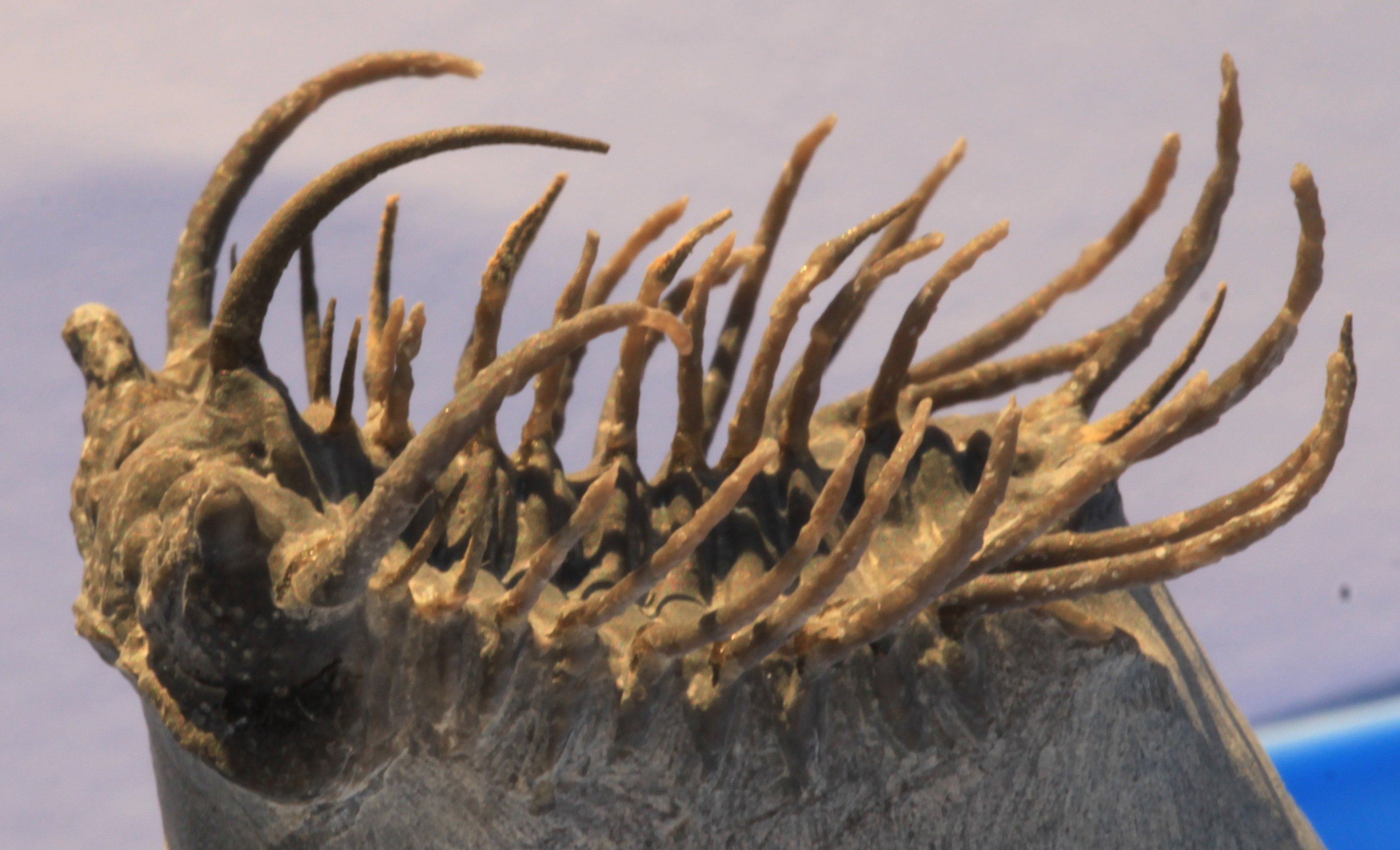
Koneprusia brutoni
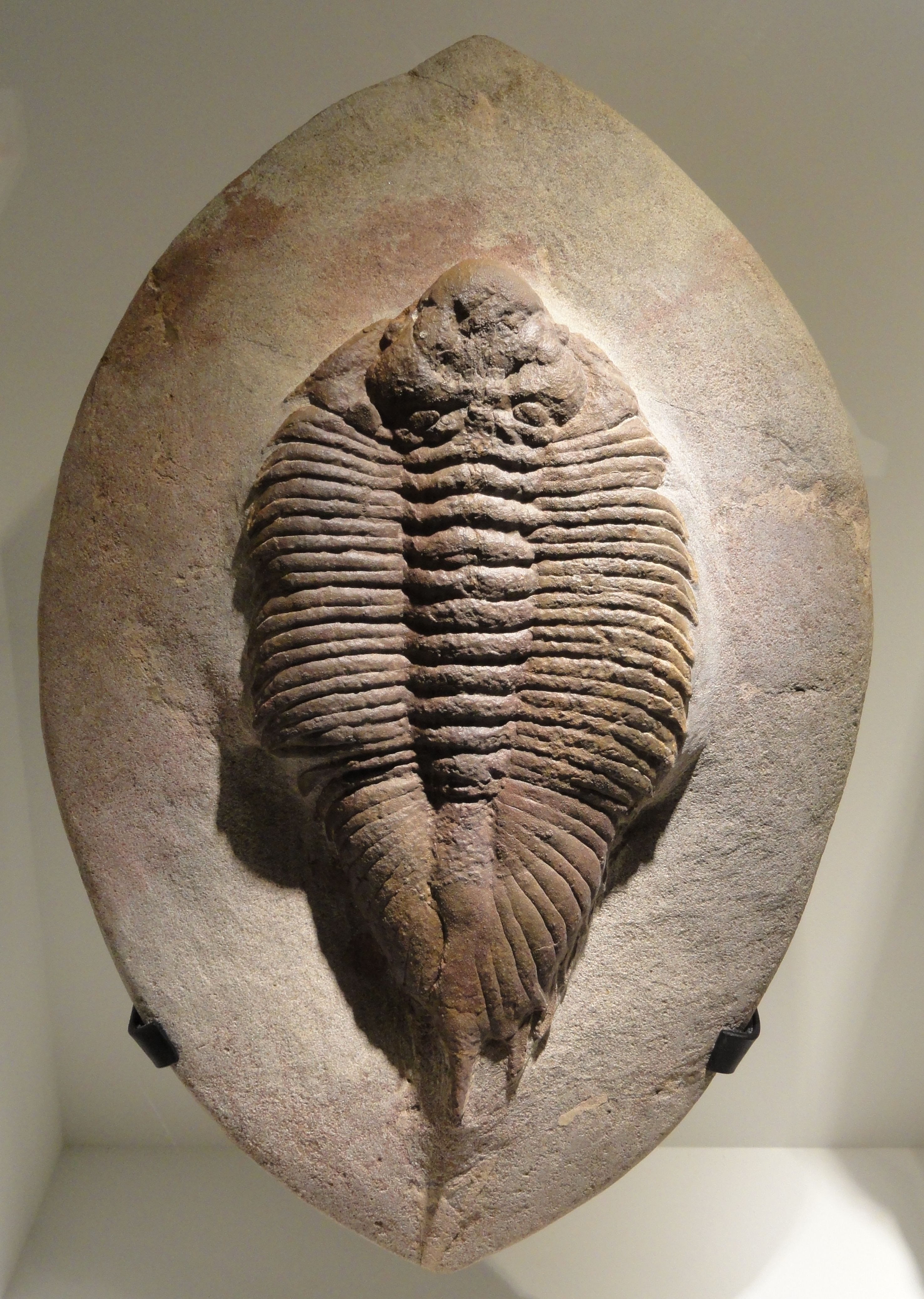
Uralichas hispanicus

## Геохронология
Наиболее древним рассматривается надсемейство Lichoidea, впервые появившееся в середине кембрийского периода. Остальные надсемейства появились в позднем кембрии. Большая часть семейств и надсемейств отряда вымерла в конце девонского периода.
| Докембрий | Фанерозой | Фанерозой | Фанерозой | Фанерозой | Фанерозой | Фанерозой | Фанерозой | Фанерозой | Фанерозой | Фанерозой | Фанерозой | Фанерозой | Эон       |
| Докембрий | Палеозой  | Палеозой  | Палеозой  | Палеозой  | Палеозой  | Палеозой  | Мезозой   | Мезозой   | Мезозой   | Кайнозой  | Кайнозой  | Кайнозой  | Эра       |
| --------- | --------- | --------- | --------- | --------- | --------- | --------- | --------- | --------- | --------- | --------- | --------- | --------- | --------- |
| Докембрий | Кембрий   | Ордо вик  | Сил ур    | Девон     | Карбон    | Пермь     | Триас     | Юра       | Мел       | Палео ген | Нео ген   |           | П-д       |
| 4567      | 538,8     | 486,85    | 443,1     | 419,62    | 358,86    | 298,9     | 251,902   | 201,4     | 143,1     | 66,0      | 23,04     |           | млн лет ← |
| 4567      | 538,8     | 486,85    | 443,1     | 419,62    | 358,86    | 298,9     | 251,902   | 201,4     | 143,1     | 66,0      | 23,04     | 2,58      |           |